# Liste des distinctions de Nicole Kidman
Cet article traite des récompenses et nominations reçues par l'actrice australo-américaine Nicole Kidman.

## Oscars du cinéma
| Année  | Film               | Catégorie                             | Résultat   | Ref.  |
| ------ | ------------------ | ------------------------------------- | ---------- | ----- |
| 2002   | Moulin Rouge       | Meilleure actrice                     | Nomination | [ 2 ] |
| 2003   | The Hours          | Meilleure actrice                     | Lauréat    | [ 3 ] |
| 2011   | Rabbit Hole        | Meilleure actrice                     | Nomination | [ 4 ] |
| 2017   | Lion               | Meilleure actrice dans un second rôle | Nomination | [ 5 ] |
| 2022 : | Being the Ricardos | Meilleure actrice                     | Nomination |       |

## American Cinematheque Awards
| Année | Artiste       | Catégorie                          | Résultat | Ref.  |
| ----- | ------------- | ---------------------------------- | -------- | ----- |
| 2003  | Nicole Kidman | American Cinematheque Gala Tribute | Lauréat  | [ 6 ] |

## American Comedy Awards
| Année | Film         | Catégorie             | Résultat   | Ref.  |
| ----- | ------------ | --------------------- | ---------- | ----- |
| 1996  | Prête à tout | Actrice la plus drôle | Nomination | [ 7 ] |

## Australian Academy of Cinema and Television Arts Awards
| Année | Film                                       | Catégorie                                                                                    | Résultat   | Ref.   |
| ----- | ------------------------------------------ | -------------------------------------------------------------------------------------------- | ---------- | ------ |
| 1987  | Vietnam                                    | AFI Award de la meilleure actrice dans une mini-série                                        | Lauréat    | [ 8 ]  |
| 1988  | Bangkok Hilton                             | AFI Award de la meilleure actrice dans une mini-série                                        | Nomination | [ 9 ]  |
| 1988  | Emerald City                               | AFI Award de la meilleure actrice dans un second rôle                                        | Nomination | [ 9 ]  |
| 2001  | Moulin Rouge                               | AFI Award de la meilleure actrice                                                            | Nomination | [ 10 ] |
| 2008  | À la croisée des mondes : La Boussole d'or | AFI International Award de la meilleure actrice                                              | Nomination | [ 11 ] |
| 2013  | Paperboy                                   | AACTA International Awards de la meilleure actrice                                           | Nomination | [ 12 ] |
| 2017  | Lion                                       | AACTA Award de la meilleure actrice dans un second rôle                                      | Lauréat    | [ 13 ] |
| 2017  | Lion                                       | AACTA International Awards de la meilleure actrice dans un second rôle                       | Lauréat    | [ 14 ] |
| 2017  | Top of the Lake: China Girl                | AACTA Award de la meilleure actrice dans un second rôle ou invitée dans une série dramatique | Lauréat    | [ 13 ] |
| 2018  | Mise à mort du cerf sacré                  | AACTA International Awards de la meilleure actrice dans un second rôle                       | Nomination | [ 15 ] |

## Bodil
| Année | Film     | Catégorie         | Résultat   | Ref.   |
| ----- | -------- | ----------------- | ---------- | ------ |
| 2004  | Dogville | Meilleure actrice | Nomination | [ 16 ] |

## British Academy Film Awards
| Année | Film         | Catégorie                             | Résultat   | Ref.   |
| ----- | ------------ | ------------------------------------- | ---------- | ------ |
| 1996  | Prête à tout | Meilleure actrice                     | Nomination | [ 17 ] |
| 2002  | Les Autres   | Meilleure actrice                     | Nomination | [ 18 ] |
| 2003  | The Hours    | Meilleure actrice                     | Lauréat    | [ 19 ] |
| 2017  | Lion         | Meilleure actrice dans un second rôle | Nomination | [ 20 ] |

## Cinema for Peace Awards
| Année | Artiste                                            | Catégorie                       | Résultat | Ref.   |
| ----- | -------------------------------------------------- | ------------------------------- | -------- | ------ |
| 2013  | Nicole Kidman « pour son travail avec ONU Femmes » | Cinema for Peace Honorary Award | Lauréat  | [ 21 ] |

## Critics' Choice Movie Awards
| Année | Film                   | Catégorie              | Résultat   | Ref.   |
| ----- | ---------------------- | ---------------------- | ---------- | ------ |
| 1996  | Prête à tout           | Meilleure actrice      | Lauréat    | [ 22 ] |
| 2002  | Moulin Rouge           | Meilleure actrice      | Nomination | [ 23 ] |
| 2003  | The Hours              | Meilleure actrice      | Nomination | [ 24 ] |
| 2003  | The Hours              | Meilleure distribution | Nomination | [ 24 ] |
| 2004  | Retour à Cold Mountain | Meilleure actrice      | Nomination | [ 25 ] |
| 2010  | Nine                   | Meilleure distribution | Nomination | [ 26 ] |
| 2011  | Rabbit Hole            | Meilleure actrice      | Nomination | [ 27 ] |

## Critics' Choice Television Awards
| Année | Téléfilm ou série | Catégorie                                                  | Résultat | Ref.   |
| ----- | ----------------- | ---------------------------------------------------------- | -------- | ------ |
| 2018  | Big Little Lies   | Meilleure actrice dans une mini-série ou un téléfilm       | Lauréat  | [ 28 ] |
| 2018  | Big Little Lies   | Meilleure mini-série ou du meilleur téléfilm (productrice) | Lauréat  | [ 28 ] |

## Empire Awards
| Année | Film                   | Catégorie         | Résultat   | Ref.   |
| ----- | ---------------------- | ----------------- | ---------- | ------ |
| 1996  | Prête à tout           | Meilleure actrice | Lauréat    | [ 29 ] |
| 2000  | Eyes Wide Shut         | Meilleure actrice | Nomination | [ 30 ] |
| 2002  | Moulin Rouge           | Meilleure actrice | Lauréat    | [ 31 ] |
| 2002  | Les Autres             | Meilleure actrice | Nomination | [ 31 ] |
| 2004  | Retour à Cold Mountain | Meilleure actrice | Nomination | [ 32 ] |

## Evening Standard Theatre Awards
| Année | Pièce         | Catégorie         | Résultat | Ref.   |
| ----- | ------------- | ----------------- | -------- | ------ |
| 2016  | Photograph 51 | Meilleure actrice | Lauréat  | [ 33 ] |

## Golden Globes
| Année | Film                   | Catégorie                                                  | Résultat   | Ref.   |
| ----- | ---------------------- | ---------------------------------------------------------- | ---------- | ------ |
| 1992  | Billy Bathgate         | Meilleure actrice dans un second rôle                      | Nomination | [ 34 ] |
| 1996  | Prête à tout           | Meilleure actrice dans un film musical ou une comédie      | Lauréat    | [ 35 ] |
| 2002  | Moulin Rouge           | Meilleure actrice dans un film musical ou une comédie      | Lauréat    | [ 36 ] |
| 2002  | Les Autres             | Meilleure actrice dans un film dramatique                  | Nomination | [ 36 ] |
| 2003  | The Hours              | Meilleure actrice dans un film dramatique                  | Lauréat    | [ 37 ] |
| 2004  | Retour à Cold Mountain | Meilleure actrice dans un film dramatique                  | Nomination | [ 38 ] |
| 2005  | Birth                  | Meilleure actrice dans un film dramatique                  | Nomination | [ 39 ] |
| 2011  | Rabbit Hole            | Meilleure actrice dans un film dramatique                  | Nomination | [ 40 ] |
| 2013  | Hemingway and Gellhorn | Meilleure actrice dans une mini-série ou un téléfilm       | Nomination | [ 41 ] |
| 2013  | Paperboy               | Meilleure actrice dans un second rôle                      | Nomination | [ 41 ] |
| 2017  | Lion                   | Meilleure actrice dans un second rôle                      | Nomination | [ 42 ] |
| 2018  | Big Little Lies        | Meilleure actrice dans une mini-série ou un téléfilm       | Lauréat    | [ 43 ] |
| 2018  | Big Little Lies        | Meilleure mini-série ou du meilleur téléfilm (productrice) | Lauréat    | [ 43 ] |
| 2020  | Big Little Lies        | Meilleure actrice dans une série dramatique                | Nomination |        |
| 2021  | The Undoing            | Meilleure actrice dans une mini série ou un téléfilm       | Nomination | [ 44 ] |
| 2022  | Being the Ricardos     | Meilleure actrice dans un film dramatique                  | Lauréat    |        |

## Goldene Kamera
| Année | Artiste       | Catégorie                         | Résultat | Ref.   |
| ----- | ------------- | --------------------------------- | -------- | ------ |
| 2017  | Nicole Kidman | Meilleure actrice (international) | Lauréat  | [ 45 ] |

## Gotham Independent Film Awards
| Année | Film ou Artiste      | Catégorie              | Résultat   | Ref.   |
| ----- | -------------------- | ---------------------- | ---------- | ------ |
| 2007  | Margot va au mariage | Meilleure distribution | Nomination | [ 46 ] |
| 2017  | Nicole Kidman        | Tribute Award          | Lauréat    | [ 47 ] |

## Harper's Bazaar Women of the Year Awards
| Année | Pièce         | Catégorie          | Résultat | Ref.   |
| ----- | ------------- | ------------------ | -------- | ------ |
| 2015  | Photograph 51 | Theatre Icon Award | Lauréat  | [ 48 ] |

## Kids' Choice Awards
| Année | Film           | Catégorie                  | Résultat | Ref.   |
| ----- | -------------- | -------------------------- | -------- | ------ |
| 1996  | Batman Forever | Actrice de cinéma préférée | Lauréat  | [ 49 ] |

## Laurence Olivier Awards
| Année | Pièce         | Catégorie         | Résultat   | Ref.   |
| ----- | ------------- | ----------------- | ---------- | ------ |
| 1999  | The Blue Room | Meilleure actrice | Nomination | [ 50 ] |
| 2016  | Photograph 51 | Meilleure actrice | Nomination | [ 51 ] |

## MTV Movie & TV Awards
| Année | Film               | Catégorie                      | Résultat   | Ref.   |
| ----- | ------------------ | ------------------------------ | ---------- | ------ |
| 1993  | Horizons lointains | Meilleure équipe à l'écran     | Nomination | [ 52 ] |
| 1996  | Prête à tout       | Femme la plus désirable        | Nomination | [ 53 ] |
| 1996  | Batman Forever     | Femme la plus désirable        | Nomination | [ 53 ] |
| 2002  | Moulin Rouge       | Meilleure actrice              | Lauréat    | [ 54 ] |
| 2002  | Moulin Rouge       | Meilleure performance musicale | Lauréat    | [ 54 ] |
| 2002  | Moulin Rouge       | Meilleure chanson de film      | Lauréat    | [ 54 ] |
| 2002  | Moulin Rouge       | Meilleur baiser                | Nomination | [ 54 ] |

## Primetime Emmy Awards
| Année | Téléfilm ou série      | Catégorie                                            | Résultat   | Ref.   |
| ----- | ---------------------- | ---------------------------------------------------- | ---------- | ------ |
| 2012  | Hemingway and Gellhorn | Meilleure actrice dans une mini-série ou un téléfilm | Nomination | [ 55 ] |
| 2017  | Big Little Lies        | Meilleure actrice dans une mini-série ou un téléfilm | Lauréat    | [ 56 ] |
| 2017  | Big Little Lies        | Meilleure série limitée (productrice)                | Lauréat    | [ 56 ] |

## Satellite Awards
| Année | Film                   | Catégorie                                             | Résultat   | Ref.   |
| ----- | ---------------------- | ----------------------------------------------------- | ---------- | ------ |
| 2000  | Eyes Wide Shut         | Meilleure actrice dans un film dramatique             | Nomination | [ 57 ] |
| 2002  | Les Autres             | Meilleure actrice dans un film dramatique             | Nomination | [ 58 ] |
| 2002  | Moulin Rouge           | Meilleure actrice dans un film musical ou une comédie | Lauréat    | [ 58 ] |
| 2003  | The Hours              | Meilleure actrice dans un film dramatique             | Nomination | [ 59 ] |
| 2007  | Margot va au mariage   | Meilleure actrice dans un film musical ou une comédie | Nomination | [ 60 ] |
| 2009  | Nine                   | Meilleure distribution                                | Lauréat    | [ 61 ] |
| 2010  | Rabbit Hole            | Meilleure actrice dans un film dramatique             | Nomination | [ 62 ] |
| 2012  | Hemingway and Gellhorn | Meilleure actrice dans une mini-série ou un téléfilm  | Nomination | [ 63 ] |
| 2017  | Lion                   | Meilleure actrice dans un second rôle                 | Nomination |        |
| 2018  | Big Little Lies        | Meilleure actrice dans une mini-série ou un téléfilm  | En attente | [ 64 ] |
| 2018  | Big Little Lies        | Meilleure mini-série ou du meilleur téléfilm          | En attente | [ 64 ] |

## Saturn Awards
| Année | Film         | Catégorie                             | Résultat   | Ref.   |
| ----- | ------------ | ------------------------------------- | ---------- | ------ |
| 1991  | Calme blanc  | Meilleure actrice                     | Nomination | [ 65 ] |
| 1996  | Prête à tout | Meilleure actrice                     | Nomination | [ 66 ] |
| 2002  | Les Autres   | Meilleure actrice                     | Lauréat    | [ 67 ] |
| 2005  | Birth        | Meilleure actrice                     | Nomination | [ 68 ] |
| 2013  | Paperboy     | Meilleure actrice dans un second rôle | Nomination | [ 69 ] |
| 2014  | Stoker       | Meilleure actrice dans un second rôle | Nomination | [ 70 ] |

## Screen Actors Guild Awards
| Année | Film                   | Catégorie                                            | Résultat   | Ref.   |
| ----- | ---------------------- | ---------------------------------------------------- | ---------- | ------ |
| 2002  | Moulin Rouge           | Meilleure distribution                               | Nomination | [ 71 ] |
| 2003  | The Hours              | Meilleure actrice                                    | Nomination | [ 72 ] |
| 2003  | The Hours              | Meilleure distribution                               | Nomination | [ 72 ] |
| 2010  | Nine                   | Meilleure distribution                               | Nomination | [ 73 ] |
| 2011  | Rabbit Hole            | Meilleure actrice                                    | Nomination | [ 74 ] |
| 2013  | Paperboy               | Meilleure actrice dans un second rôle                | Nomination | [ 75 ] |
| 2013  | Hemingway and Gellhorn | Meilleure actrice dans une mini-série ou un téléfilm | Nomination | [ 75 ] |
| 2016  | Grace de Monaco        | Meilleure actrice dans une mini-série ou un téléfilm | Nomination | [ 76 ] |
| 2017  | Lion                   | Meilleure actrice dans un second rôle                | Nomination | [ 77 ] |
| 2018  | Big Little Lies        | Meilleure actrice dans une mini-série ou un téléfilm | Lauréat    | [ 78 ] |
| 2021  | The Undoing            | Meilleure actrice dans une mini-série ou un téléfilm | Nomination | [ 79 ] |

## Autres récompenses et nominations

### Associations de critiques
| Australian Film Critics Association | Australian Film Critics Association | Australian Film Critics Association | Australian Film Critics Association | Australian Film Critics Association |
| Année                               | Film                                | Catégorie                           | Résultat                            | Ref.                                |
| ----------------------------------- | ----------------------------------- | ----------------------------------- | ----------------------------------- | ----------------------------------- |
| 2014                                | Les Voies du destin                 | Meilleure actrice                   | Lauréat                             | [ 80 ]                              |
| 2016                                | Strangerland                        | Meilleure actrice                   | Nomination                          | [ 81 ]                              |

| Boston Society of Film Critics | Boston Society of Film Critics | Boston Society of Film Critics | Boston Society of Film Critics | Boston Society of Film Critics |
| Année                          | Film                           | Catégorie                      | Résultat                       | Ref.                           |
| ------------------------------ | ------------------------------ | ------------------------------ | ------------------------------ | ------------------------------ |
| 1995                           | Prête à tout                   | Meilleure actrice              | Lauréat                        | [ 82 ]                         |

| Chicago Film Critics Association | Chicago Film Critics Association | Chicago Film Critics Association | Chicago Film Critics Association | Chicago Film Critics Association |
| Année                            | Film                             | Catégorie                        | Résultat                         | Ref.                             |
| -------------------------------- | -------------------------------- | -------------------------------- | -------------------------------- | -------------------------------- |
| 2003                             | The Hours                        | Meilleure actrice                | Nomination                       | [ 83 ]                           |

| Dallas-Fort Worth Film Critics Association | Dallas-Fort Worth Film Critics Association | Dallas-Fort Worth Film Critics Association | Dallas-Fort Worth Film Critics Association | Dallas-Fort Worth Film Critics Association |
| Année                                      | Film                                       | Catégorie                                  | Résultat                                   | Ref.                                       |
| ------------------------------------------ | ------------------------------------------ | ------------------------------------------ | ------------------------------------------ | ------------------------------------------ |
| 2002                                       | Moulin Rouge                               | Meilleure actrice                          | 3e Place                                   | [ 84 ]                                     |
| 2003                                       | The Hours                                  | Meilleure actrice                          | Nomination                                 | [ 85 ]                                     |
| 2004                                       | Retour à Cold Mountain                     | Meilleure actrice                          | 2e Place                                   | [ 86 ]                                     |
| 2010                                       | Rabbit Hole                                | Meilleure actrice                          | 3e Place                                   | [ 87 ]                                     |

| Denver Film Critics Society | Denver Film Critics Society | Denver Film Critics Society           | Denver Film Critics Society | Denver Film Critics Society |
| Année                       | Film                        | Catégorie                             | Résultat                    | Ref.                        |
| --------------------------- | --------------------------- | ------------------------------------- | --------------------------- | --------------------------- |
| 2017                        | Lion                        | Meilleure actrice dans un second rôle | Nomination                  | [ 88 ]                      |

| Detroit Film Critics Society | Detroit Film Critics Society | Detroit Film Critics Society | Detroit Film Critics Society | Detroit Film Critics Society |
| Année                        | Film                         | Catégorie                    | Résultat                     | Ref.                         |
| ---------------------------- | ---------------------------- | ---------------------------- | ---------------------------- | ---------------------------- |
| 2010                         | Rabbit Hole                  | Meilleure actrice            | Nomination                   | [ 89 ]                       |

| Georgia Film Critics Association | Georgia Film Critics Association | Georgia Film Critics Association      | Georgia Film Critics Association | Georgia Film Critics Association |
| Année                            | Film                             | Catégorie                             | Résultat                         | Ref.                             |
| -------------------------------- | -------------------------------- | ------------------------------------- | -------------------------------- | -------------------------------- |
| 2017                             | Lion                             | Meilleure actrice dans un second rôle | Nomination                       | [ 90 ]                           |

| Houston Film Critics Society | Houston Film Critics Society | Houston Film Critics Society | Houston Film Critics Society | Houston Film Critics Society |
| Année                        | Film                         | Catégorie                    | Résultat                     | Ref.                         |
| ---------------------------- | ---------------------------- | ---------------------------- | ---------------------------- | ---------------------------- |
| 2010                         | Rabbit Hole                  | Meilleure actrice            | Nomination                   | [ 91 ]                       |

| London Film Critics Circle | London Film Critics Circle | London Film Critics Circle | London Film Critics Circle | London Film Critics Circle |
| Année                      | Film                       | Catégorie                  | Résultat                   | Ref.                       |
| -------------------------- | -------------------------- | -------------------------- | -------------------------- | -------------------------- |
| 1996                       | Prête à tout               | Actrice de l'année         | Lauréat                    | [ 92 ]                     |
| 2002                       | Moulin Rouge et The Hours  | Actrice de l'année         | Lauréat                    | [ 93 ]                     |
| 2004                       | Retour à Cold Mountain     | Actrice de l'année         | Nomination                 | [ 94 ]                     |
| 2005                       | Birth                      | Actrice de l'année         | Nomination                 | [ 95 ]                     |

| New York Film Critics Circle | New York Film Critics Circle | New York Film Critics Circle | New York Film Critics Circle | New York Film Critics Circle |
| Année                        | Film                         | Catégorie                    | Résultat                     | Ref.                         |
| ---------------------------- | ---------------------------- | ---------------------------- | ---------------------------- | ---------------------------- |
| 1995                         | Prête à tout                 | Meilleure actrice            | 4e Place                     | [ 96 ]                       |
| 1996                         | Portrait de femme            | Meilleure actrice            | 3e Place                     | [ 97 ]                       |

| North Carolina Film Critics Association | North Carolina Film Critics Association | North Carolina Film Critics Association | North Carolina Film Critics Association | North Carolina Film Critics Association |
| Année                                   | Film                                    | Catégorie                               | Résultat                                | Ref.                                    |
| --------------------------------------- | --------------------------------------- | --------------------------------------- | --------------------------------------- | --------------------------------------- |
| 2017                                    | Lion                                    | Meilleure actrice dans un second rôle   | Nomination                              | [ 98 ]                                  |

| North Texas Film Critics Association, US | North Texas Film Critics Association, US | North Texas Film Critics Association, US | North Texas Film Critics Association, US | North Texas Film Critics Association, US |
| Année                                    | Film                                     | Catégorie                                | Résultat                                 | Ref.                                     |
| ---------------------------------------- | ---------------------------------------- | ---------------------------------------- | ---------------------------------------- | ---------------------------------------- |
| 2018                                     | Mise à mort du cerf sacré                | Meilleure actrice dans un second rôle    | Nomination                               | [ 99 ]                                   |

| Guilde des critiques de cinéma russe | Guilde des critiques de cinéma russe | Guilde des critiques de cinéma russe | Guilde des critiques de cinéma russe | Guilde des critiques de cinéma russe |
| Année                                | Film                                 | Catégorie                            | Résultat                             | Ref.                                 |
| ------------------------------------ | ------------------------------------ | ------------------------------------ | ------------------------------------ | ------------------------------------ |
| 2002                                 | Les Autres                           | Meilleure actrice étrangère          | Nomination                           | [ 100 ]                              |
| 2003                                 | Dogville                             | Meilleure actrice étrangère          | Lauréat                              | [ 101 ]                              |

| San Diego Film Critics Society | San Diego Film Critics Society | San Diego Film Critics Society        | San Diego Film Critics Society | San Diego Film Critics Society |
| Année                          | Film                           | Catégorie                             | Résultat                       | Ref.                           |
| ------------------------------ | ------------------------------ | ------------------------------------- | ------------------------------ | ------------------------------ |
| 2016                           | Lion                           | Meilleure actrice dans un second rôle | Nomination                     | [ 102 ]                        |

| St. Louis Film Critics Association | St. Louis Film Critics Association | St. Louis Film Critics Association | St. Louis Film Critics Association | St. Louis Film Critics Association |
| Année                              | Film                               | Catégorie                          | Résultat                           | Ref.                               |
| ---------------------------------- | ---------------------------------- | ---------------------------------- | ---------------------------------- | ---------------------------------- |
| 2010                               | Rabbit Hole                        | Meilleure actrice                  | Nomination                         | [ 103 ]                            |

| Vancouver Film Critics Circle | Vancouver Film Critics Circle | Vancouver Film Critics Circle | Vancouver Film Critics Circle | Vancouver Film Critics Circle |
| Année                         | Film                          | Catégorie                     | Résultat                      | Ref.                          |
| ----------------------------- | ----------------------------- | ----------------------------- | ----------------------------- | ----------------------------- |
| 2003                          | The Hours                     | Meilleure actrice             | 2e Place                      | [ 104 ]                       |

| Washington DC Area Film Critics Association | Washington DC Area Film Critics Association | Washington DC Area Film Critics Association | Washington DC Area Film Critics Association | Washington DC Area Film Critics Association |
| Année                                       | Film                                        | Catégorie                                   | Résultat                                    | Ref.                                        |
| ------------------------------------------- | ------------------------------------------- | ------------------------------------------- | ------------------------------------------- | ------------------------------------------- |
| 2009                                        | Nine                                        | Meilleure distribution                      | Nomination                                  | [ 105 ]                                     |
| 2010                                        | Rabbit Hole                                 | Meilleure actrice                           | Nomination                                  | [ 106 ]                                     |

| Women Film Critics Circle | Women Film Critics Circle | Women Film Critics Circle          | Women Film Critics Circle | Women Film Critics Circle |
| Année                     | Film                      | Catégorie                          | Résultat                  | Ref.                      |
| ------------------------- | ------------------------- | ---------------------------------- | ------------------------- | ------------------------- |
| 2006                      | Happy Feet                | Meilleure personnage féminin animé | Lauréat                   | [ 107 ]                   |

### Festivals de cinéma
| Festival de Berlin | Festival de Berlin | Festival de Berlin                    | Festival de Berlin | Festival de Berlin |
| Année              | Film               | Catégorie                             | Résultat           | Ref.               |
| ------------------ | ------------------ | ------------------------------------- | ------------------ | ------------------ |
| 2003               | The Hours          | Ours d'argent de la meilleure actrice | Lauréat            | [ 108 ]            |

| Festival de Cannes | Festival de Cannes | Festival de Cannes                             | Festival de Cannes | Festival de Cannes |
| Année              | Artiste            | Catégorie                                      | Résultat           | Ref.               |
| ------------------ | ------------------ | ---------------------------------------------- | ------------------ | ------------------ |
| 2017               | Nicole Kidman      | Prix anniversaire pour l'ensemble de son œuvre | Lauréat            | [ 109 ]            |

| Festival du film de Hollywood | Festival du film de Hollywood     | Festival du film de Hollywood          | Festival du film de Hollywood | Festival du film de Hollywood |
| Année                         | Film                              | Catégorie                              | Résultat                      | Ref.                          |
| ----------------------------- | --------------------------------- | -------------------------------------- | ----------------------------- | ----------------------------- |
| 2001                          | Moulin Rouge, Les Autres et Nadia | Actrice de l'année                     | Lauréat                       | [ 110 ]                       |
| 2016                          | Lion                              | Actrice dans un second rôle de l'année | Lauréat                       | [ 111 ]                       |

| Festival du film de New York | Festival du film de New York | Festival du film de New York | Festival du film de New York | Festival du film de New York |
| Année                        | Artiste                      | Catégorie                    | Résultat                     | Ref.                         |
| ---------------------------- | ---------------------------- | ---------------------------- | ---------------------------- | ---------------------------- |
| 2012                         | Nicole Kidman                | Gala Tribute Award           | Lauréat                      | [ 112 ]                      |

| Festival international du film de Palm Springs | Festival international du film de Palm Springs | Festival international du film de Palm Springs | Festival international du film de Palm Springs | Festival international du film de Palm Springs |
| Année                                          | Artiste ou Film                                | Catégorie                                      | Résultat                                       | Ref.                                           |
| ---------------------------------------------- | ---------------------------------------------- | ---------------------------------------------- | ---------------------------------------------- | ---------------------------------------------- |
| 2005                                           | Nicole Kidman                                  | Chairman's Award                               | Lauréat                                        | [ 113 ]                                        |
| 2017                                           | Lion                                           | International Star Award                       | Lauréat                                        | [ 114 ]                                        |

| Festival international du film de Santa Barbara | Festival international du film de Santa Barbara | Festival international du film de Santa Barbara | Festival international du film de Santa Barbara | Festival international du film de Santa Barbara |
| Année                                           | Artiste                                         | Catégorie                                       | Résultat                                        | Ref.                                            |
| ----------------------------------------------- | ----------------------------------------------- | ----------------------------------------------- | ----------------------------------------------- | ----------------------------------------------- |
| 2011                                            | Nicole Kidman                                   | Cinema Vanguard Award                           | Lauréat                                         | [ 115 ]                                         |

| Festival international du film de Seattle | Festival international du film de Seattle | Festival international du film de Seattle | Festival international du film de Seattle | Festival international du film de Seattle |
| Année                                     | Film                                      | Catégorie                                 | Résultat                                  | Ref.                                      |
| ----------------------------------------- | ----------------------------------------- | ----------------------------------------- | ----------------------------------------- | ----------------------------------------- |
| 1995                                      | Prête à tout                              | SIFF Award de la meilleure actrice        | Lauréat                                   | [ 116 ]                                   |

| Festival international du film de Shanghai | Festival international du film de Shanghai | Festival international du film de Shanghai | Festival international du film de Shanghai | Festival international du film de Shanghai |
| Année                                      | Artiste                                    | Catégorie                                  | Résultat                                   | Ref.                                       |
| ------------------------------------------ | ------------------------------------------ | ------------------------------------------ | ------------------------------------------ | ------------------------------------------ |
| 2014                                       | Nicole Kidman                              | Outstanding Contribution to World Cinema   | Lauréat                                    | [ 117 ]                                    |

| Mostra de Venise | Mostra de Venise | Mostra de Venise                                    | Mostra de Venise | Mostra de Venise |
| Année            | Film             | Catégorie                                           | Résultat         | Ref.             |
| ---------------- | ---------------- | --------------------------------------------------- | ---------------- | ---------------- |
| 2024             | Babygirl         | Coupe Volpi de la meilleure interprétation féminine | Lauréat          | [ 117 ]          |
|                  |                  |                                                     |                  |                  |

| Noir in Festival | Noir in Festival | Noir in Festival         | Noir in Festival | Noir in Festival |
| Année            | Film             | Catégorie                | Résultat         | Ref.             |
| ---------------- | ---------------- | ------------------------ | ---------------- | ---------------- |
| 2018             | Destroyer        | Mention spéciale du jury | Lauréat          | [ 118 ]          |